# Ilha de Rudolfo
A Ilha de Rudolfo (em russo:  Остров Рудольфа) ou Terra do Príncipe Rudolfo,   assim denominada em honra de Rudolfo de Habsburgo é a ilha mais setentrional da Terra de Francisco José, no norte da Rússia (no Óblast de Arkhangelsk), localizada em 81° 46′ 02″ N, 58° 33′ 36″ L. Tem 297 km². A Baía Teplitz, aí situada, serviu de estação de base a numerosas expedições polares nos séculos XIX e XX. Numa expedição, o capitão Umberto Cagni e três dos seus homens alcançaram o ponto mais setentrional até então explorado, à latitude de 86°34'N.
Devido ao elevado declive, o único acesso aéreo é uma estreita faixa de neve com 300 m junto a um glaciar. O Cabo Fligely, na ponta norte, é o ponto mais a norte da Europa. A ilha está completamente gelada. Fica perto do limite da calota polar, e o seu ponto mais alto tem 461 m de altitude. O glaciar Middendorff(Lednik Middendorfa) cobre a parte sudeste da ilha.

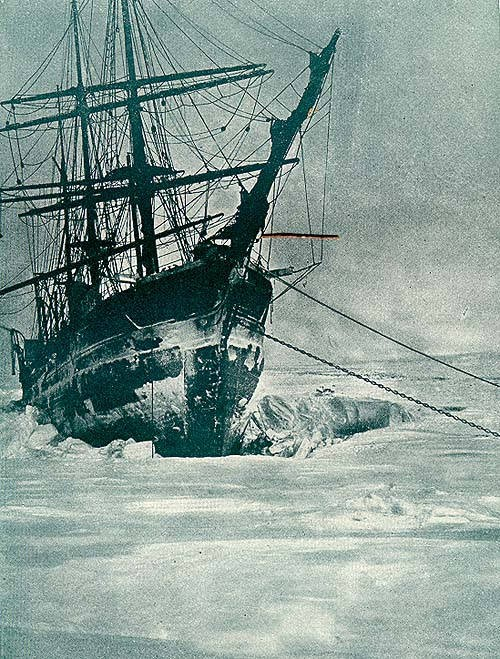
Navio preso no gelo na baía de Teplitz, ilha de Rudolfo, em 1904

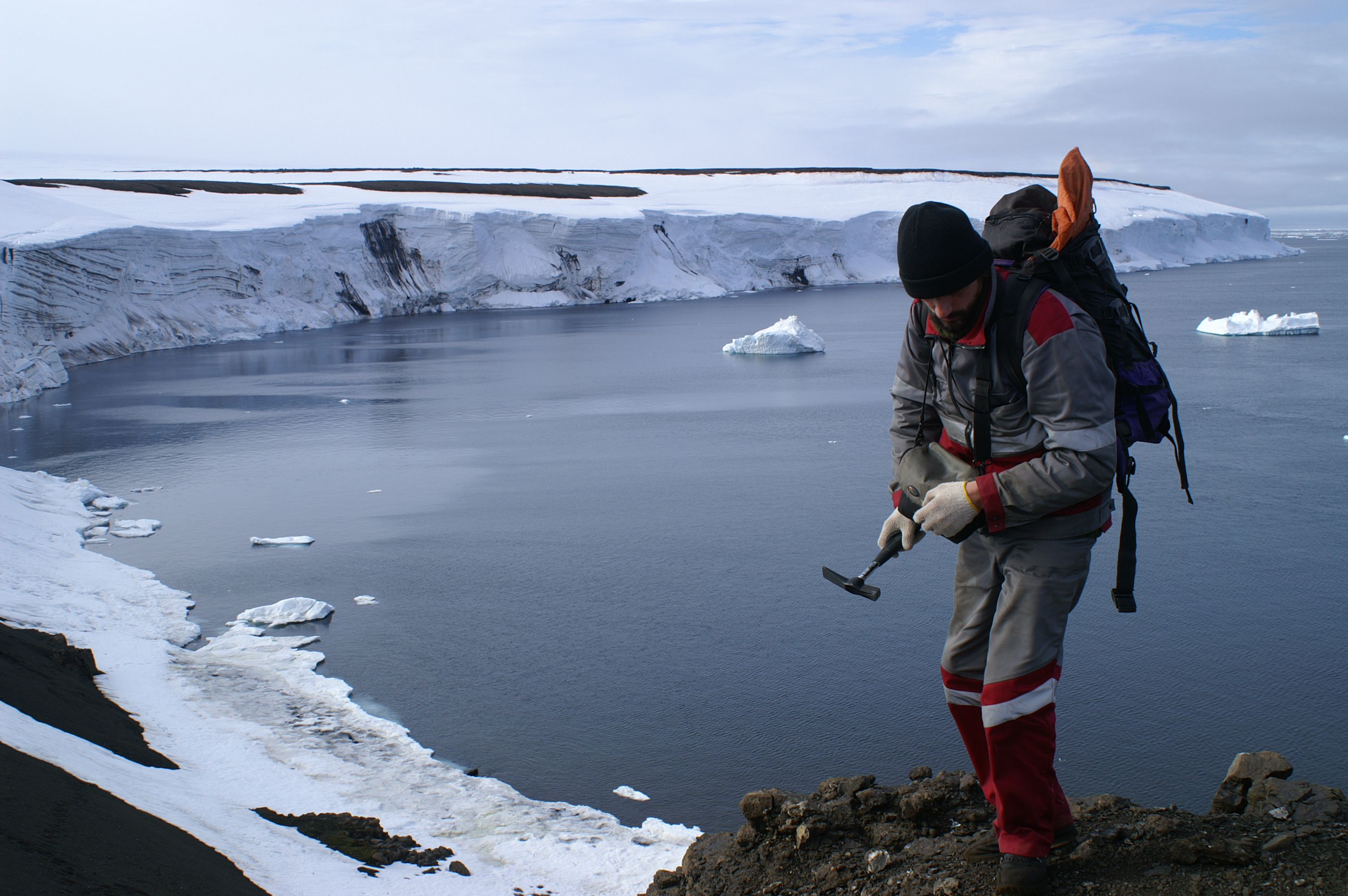
Exploração da ilha de Rudolfo